# ستيرلينغ كامبل
ستيرلينغ كامبل هو سياسي كندي، ولد في 16 مارس 1942 في تورونتو في كندا. حزبياً، نشط في الحزب الليبرالي في أونتاريو ‏. وقد انتخب عضو برلمان مقاطعة أونتاريو.